# Liste der Monuments historiques in Villeneuve-le-Comte
Die Liste der Monuments historiques in Villeneuve-le-Comte führt die Monuments historiques in der französischen Gemeinde Villeneuve-le-Comte auf.

## Liste der Bauwerke
| Bezeichnung                      | Beschreibung              | Standort                  | Kennzeichnung | Schutzstatus | Datum | Bild           |
| -------------------------------- | ------------------------- | ------------------------- | ------------- | ------------ | ----- | -------------- |
| Kirche Notre-Dame-de-la-Nativité | Erbaut im 13. Jahrhundert | (Lage)                    | PA00087323    | Classé       | 1849  | weitere Bilder |
| Obelisk                          | 18. Jahrhundert           | Route nationale 36 (Lage) | PA00087324    | Classé       | 1921  | weitere Bilder |

## Liste der Objekte

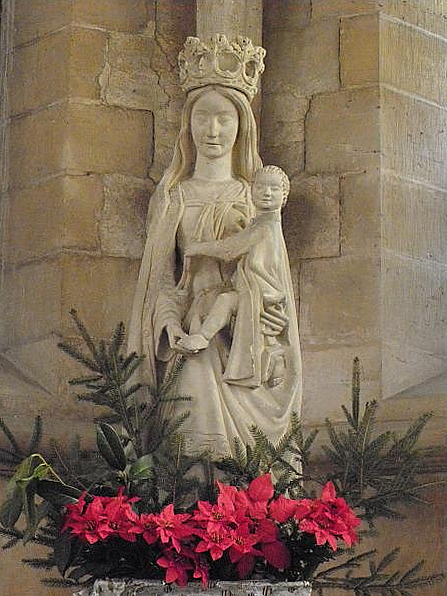
Skulptur Madonna mit Kind in der Kirche Notre-Dame-de-la-Nativité

- Monuments historiques (Objekte) in Villeneuve-le-Comte in der Base Palissy des französischen Kultusministeriums